# Jin Nyodo
Jin Nyodo (kanji: 神 如道), född 1891, död 1966, hålls som en av Japans främsta shakuhachispelare. Jin hade via sin lärare Kawase Junsuke I sina rötter i fukesekten och hans tolkning av den klassiska honkyokurepertoaren (古典本曲) anses fortfarande som en av de yppersta.